# 10392 Брейс
10392 Брейс (10392 Brace) — астероїд головного поясу, відкритий 11 вересня 1997 року.
Тіссеранів параметр щодо Юпітера — 3,509.